# ルドルフ・フォン・ヴィレメース＝ズーム
ルドルフ・フォン・ヴィレメース＝ズーム（Rudolf von Willemoes-Suhm, 1847年9月11日 - 1875年9月13日）はドイツ生まれの博物学者である。チャレンジャー号探検航海に参加した。

## 生涯
シュレースヴィヒ＝ホルシュタイン州のグリュックシュタット (Glückstadt) で生まれた。ボン大学で法律を学び始めるが、動物学を学ぶためにミュンヘン大学に移り、カール・フォン・ジーボルトのもとで学んだ。ゲッティンゲン大学で博士号を得たのちキール大学に移り、カール・ラインホルト・クッパーのもとで、キール湾の生物を集め研究した。1871年にミュンヘン大学の講師になった。1872年に、デンマークのフェロー諸島探検隊とともにフェニックス号に乗船し、フェロー諸島の動物を記載した。フェニックス号がスコットランドのリースに寄港したことでエディンバラに立ち寄る間に、この年遅く、チャレンジャー号探検航海を率いることになるチャールズ・ワイヴィル・トムソンに出会った。これを機としてヴィレメース＝ズームはチャレンジャー号航海に参加することができ、航海で発見された多くの甲殻類を研究した。1875年9月13日、ハワイからタヒチに向かう船上で病没し、水葬された。
水生動物のWillemoesiaなどに献名されている。